# Las fuentes del paraíso
Las fuentes del paraíso (título original The Fountains of Paradise) es una novela de ciencia ficción escrita por Arthur C. Clarke en 1979, y que recibió el premio Nébula de 1979 y el premio Hugo de 1980.
En esta novela se especula con la construcción de un ascensor espacial de 36.000 km de altura (hasta la órbita geoestacionaria), basándose en una idea original del ingeniero ruso Yuri Artsoutanov. Esta idea fue también utilizada en la novela La telaraña entre los mundos, escrita por el científico inglés Charles Sheffield.

## Resumen
El personaje principal es el ingeniero Vannevar Morgan, planeador genial y soltero empedernido, quien es presentado como el más brillante del siglo XXII, habiendo planeado y construido grandes obras de arquitectura como por ejemplo, el puente de Gibraltar. Cansado de sentarse en su fama, el ingeniero trama su siguiente obra, que es algo que deberá darle la fama para siempre: un puente que lleve de la Tierra al espacio.
Vannevar Morgan insiste en la inevitabilidad de su idea, pues la técnica del siglo XXII ya les ha brindado lo que necesitan para construir su puente: la fibra monomolecular de carbono. Aunque primero deberá vencer la incredulidad de sus contemporáneos y financiar su idea. 
Durante la obra se describe el primer contacto de la humanidad con una inteligencia extraterrestre, en la forma de una sonda robótica interestelar (que se hace llamar Starglider), que mientras pasa por el Sistema Solar contacta por radio a los humanos y discute con ellos sobre muchos temas para aprender sobre ellos y enseñarles sobre sus creadores. Esto sirve como una excusa para que Clarke comente sobre su opinión personal de las religiones y la sociedad en general, al hacer que el robot por ejemplo, refute lógicamente a Tomás de Aquino casi por accidente y demuestre la inexistencia de Dios al reducirlo al absurdo.
Al margen de la sub-trama del Starglider, se discute que el lugar idóneo para conectar su ascensor a la Tierra es una montaña en la isla ecuatorial de Taprobane, en cuyas faldas se encuentra un monasterio budista y también el santuario del antiguo y déspota soberano Kalidasa, cuya vida exótica es descrita con lujo de detalles, y entrelazada con los sueños grandiosos del ingeniero. Aquí Arthur C. Clarke se vale del contraste y comparación de las aspiraciones locas de un soberano que quiso ser un dios, construyendo una escalinata hacia el cielo, y del ingeniero, que con la ciencia y técnica de su siglo puede en verdad hacer realidad ese sueño.
Sin embargo su plan no se ve libre de inconvenientes, pues los monjes del monasterio se niegan a ceder su propiedad a cambio de la potencial ventaja económica del ascensor espacial para Taprobane. Los monjes budistas son asesorados por el ex-matemático Choam Goldberg, descrito como genial y excéntrico a la vez, que después de un colapso nervioso, se convierte en monje, y hace todo por evitar cualquier maniobra de expropiación en contra del monasterio. El autor demuestra con este personaje su desdén por las religiones, incluso la que él mismo mira con mejores ojos de todas: el budismo. Al insistir en que la fe ciega puede ser la causa de grandes pérdidas si se mete en el camino del progreso.
Pese a los problemas de localización, Vannevar consigue armar su proyecto y usar sus contactos para promoverlo, consiguiendo el apoyo financiero del gobierno de Marte, que le pide una prueba con un modelo reducido. Vannevar y su nuevo equipo hacen la prueba fabricando una larga y fina cuerda de fibra de carbono y lanzándola a Tierra desde una estación espacial geosíncrona. Pero dicha demostración fracasa debido a la intervención de Choam Goldberg, que manipula ilegalmente los satélites anti-tormenta (se asume que el control climático es común en el siglo XXII) para en lugar de evitarla, causar la tormenta más destructiva posible. Pero su intento fracasa, pues a pesar de hacer fallar la prueba, el gobierno marciano y luego el de la Tierra deciden financiar la obra.
Irónicamente los monjes ceden precisamente debido a la tormenta artificial que pretendía destruir la amenaza al templo, pues ésta hizo realidad una antigua profecía: ésta decía que cuando ciertas mariposas de la selva llegaran al templo en la cima de la montaña, sería la señal de que debían marcharse. Y los vientos anormalmente fuertes fueron los que llevaron las mariposas a la montaña. 
En pocos años Vannevar Morgan construye su obra, mientras batalla con problemas de salud. Cerca del final de la obra un accidente ocurre cuando una cabina/ascensor de construcción con frenos defectuosos se precipita a Tierra, mientras sus tripulantes se refugian en un nicho a 800 kilómetros de altura en el cable, con aire y energía limitados. La única opción es enviar un ascensor monoplaza con oxígeno y baterías para que puedan sobrevivir mientras llega una cabina mayor capaz de sacarlos de allí, pero eso requiere a alguien que conozca muy bien el cable. Morgan se ofrece de voluntario y logra entregar los pertrechos, pero debido al esfuerzo extenuante sufre un ataque cardíaco durante su retorno a la Tierra y muere antes de poder ser ayudado en la superficie.
El epílogo muestra a un representante de los creadores del Starglider (máquinas inteligentes), visitando la tierra 1500 años después, y comentado admirativamente sobre la obra de Vannegar Morgan, que todavía persiste.